# Trọng đũa
Trọng đũa hay còn gọi cơm nguội răng (danh pháp hai phần: Ardisia crenata) là một loài thực vật có hoa thuộc phân họ Xay (Myrsinoideae) của họ Anh thảo (Primulaceae), bản địa của khu vực Đông Á.
Trọng đũa là cây bụi, thường là thân đơn, cao đến 1 mét. Lá cây màu xanh sẫm, dày, nhẵn. Hoa nhỏ màu trắng hoặc đỏ nhạt có mùi thơm và tạo thành cụm, hoa nở từ tháng 4 - 5. Quả hạch, màu đỏ tươi, vỏ nhẵn chín vào tháng 9-10. Hạt có thể nảy mầm dưới tán cây rậm rạp và được phát tán nhờ chim và con người.

## Phân bổ
Đây loài cây xâm thực, được đưa vào Hoa Kỳ trong thế kỷ XX để làm cây cảnh. Nó đã xâm nhập vào tự nhiên từ năm 1982.

## Sử dụng
Trọng đũa khi dùng để làm cảnh thì được gọi trong tiếng Việt với các tên khác là kim ngân lượng,bách lượng kim, châu sa kim phân bố từ Nam Định đến Tây Ninh và Đồng Nai.
Lá, ngọn non và quả cây trọng đũa có thể ăn được. Các bộ phận của cây đều có thể dùng làm thuốc.

## Hình ảnh

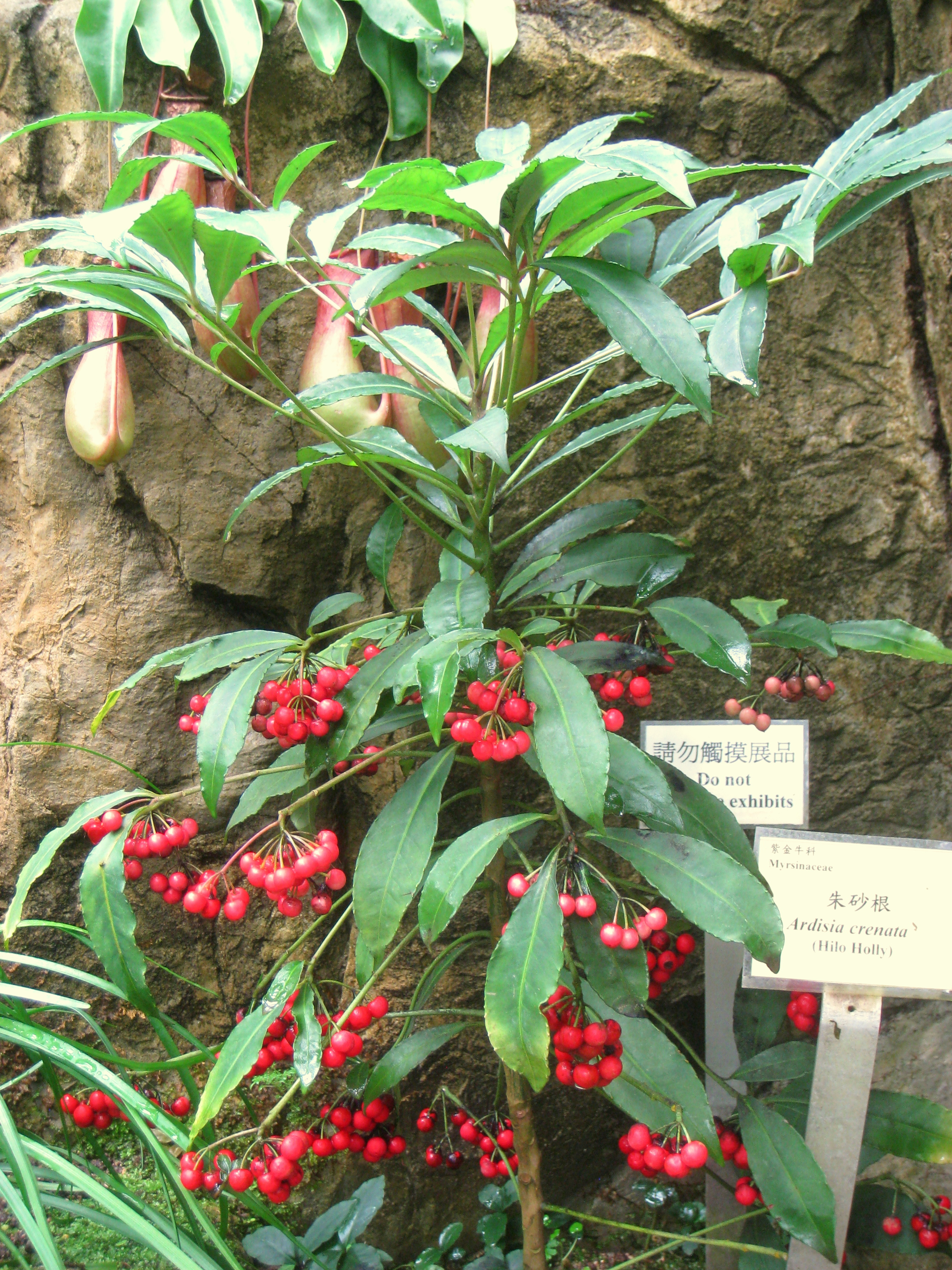
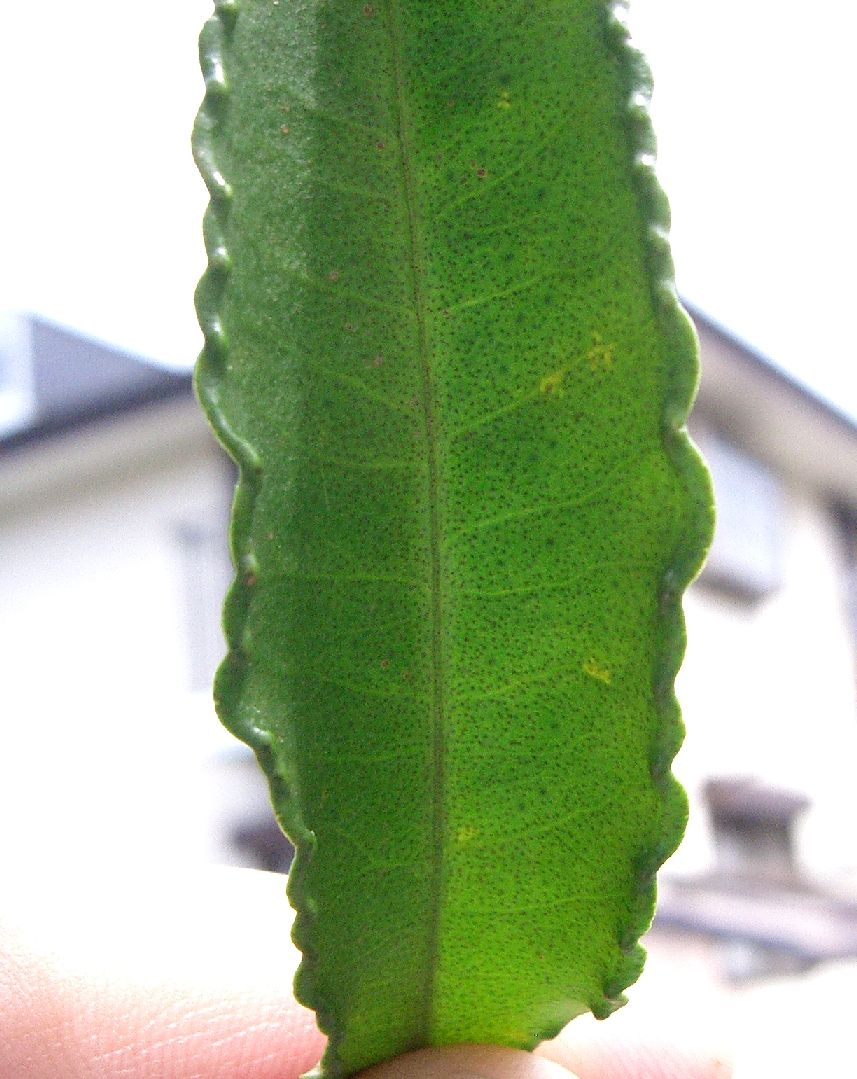
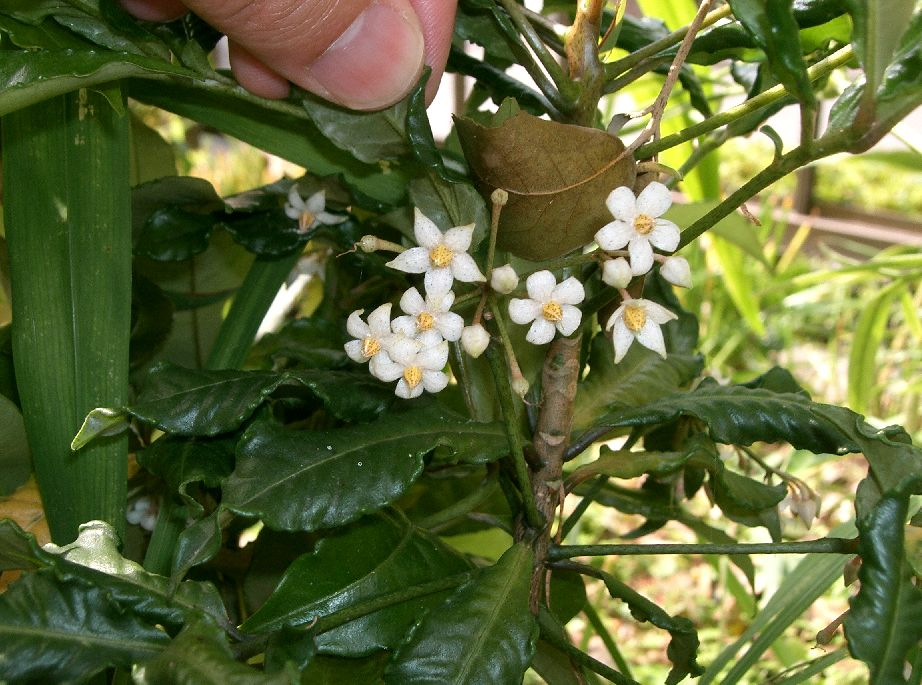
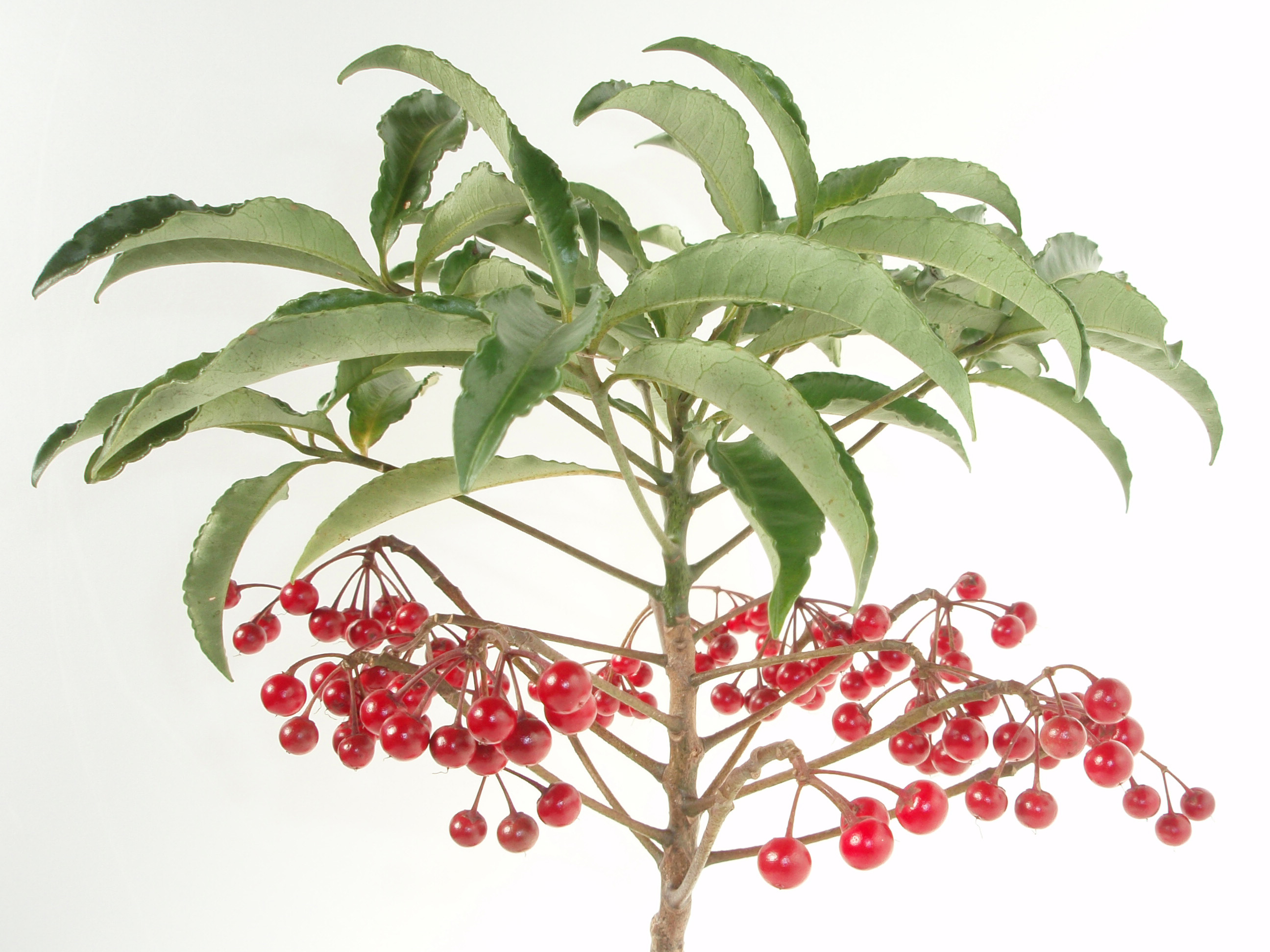